# 1975年の相撲
1975年の相撲（1975ねんのすもう）は、1975年の相撲関係のできごとについて述べる。

## 大相撲

### できごと
- 1月、入場料（平均36%）値上げ、懸賞金2万5000円にアップ。1月場所番付で、大関が貴ノ花1人となったため、西横綱輪島が〈横綱大関〉と番付に書かれる。十両隆ノ里俊英が白星と黒星を一日交代にするいわゆる〈ヌケヌケ〉の星をあげる。場所後、魁傑將晃が大関に昇進。
- 2月、日大の石川孝志が花籠部屋に入門（アマ横綱の入門は初めて）。
- 3月、6日の新弟子検査に74人申し込み、73人合格。1940年夏の89人に次ぐ記録。3月場所千秋楽の当日切符売りに3000人が行列し、NHKテレビ視聴率は爆発的高率。3月下旬発売の相撲雑誌が即日完売となる。二所ノ関（元大関佐賀ノ花）が死去、年寄湊川（元前頭筆頭十勝岩）が部屋を継承。
- 5月、佐渡ヶ嶽部屋落成。故二所ノ関親方に勲四等瑞宝章、協会葬。入場税改正に伴い入場料値下げ。8日目に昭和天皇、皇后観戦（同日の麒麟児富士櫻戦は名勝負として名高い）。元小結龍虎引退。
- 7月、呼出、若者頭、世話人、床山の停年を55歳から60歳に延長。
- 9月、押尾川の乱勃発。これにより天龍源一郎が廃業。
- 10月、押尾川部屋が騒動の末二所ノ関部屋から分家独立。朝日山（元前頭2枚目二瀬川）死去。元小結若二瀬の北陣が朝日山部屋継承。
- 11月、九州場所で魁傑が大関から陥落。元関脇福の花引退、年寄関ノ戸襲名。場所後に三重ノ海五郎が大関に昇進。
- 12月、財団法人日本相撲協会設立50周年記念式典が東京会館ローズの間で開催。

### 本場所
- 一月場所（蔵前国技館・12日～26日）
幕内最高優勝 : 北の湖敏満（12勝3敗,3回目）
　殊勲賞-三重ノ海、敢闘賞-麒麟児、技能賞-若三杉
十両優勝 : 播竜山孝晴（11勝4敗）
- 三月場所（大阪府立体育館・9日～23日）
幕内最高優勝 : 貴ノ花健士（13勝2敗,初）
　殊勲賞-三重ノ海、敢闘賞-荒瀬、技能賞-麒麟児
十両優勝 : 玉輝山正則（11勝4敗）
- 五月場所（蔵前国技館・11日～25日）
幕内最高優勝 : 北の湖敏満（13勝2敗,4回目）
　殊勲賞-金剛、敢闘賞-麒麟児、技能賞-旭國
十両優勝 : 双津竜順一（11勝4敗）
- 七月場所（愛知県体育館・6日～20日）
幕内最高優勝 : 金剛正裕（13勝2敗,初）
　殊勲賞-金剛、敢闘賞-青葉城、技能賞-旭國
十両優勝 : 天龍源一郎（13勝2敗）
- 九月場所（蔵前国技館・14日～28日）
幕内最高優勝 : 貴ノ花健士(12勝3敗,2回目）
　殊勲賞-麒麟児、敢闘賞-鷲羽山、技能賞-旭國
十両優勝 : 青葉山弘年（13勝2敗）
- 十一月場所（九電記念体育館・9日～23日）
幕内最高優勝 : 三重ノ海五郎（13勝2敗,初）
　殊勲賞-三重ノ海、敢闘賞-青葉山、技能賞-三重ノ海
十両優勝 : 双津竜順一（12勝3敗）
- 年間最優秀力士賞：三重ノ海五郎（62勝28敗）
- 年間最多勝：北の湖敏満（71勝19敗）

## 誕生
- 1月31日 - 光昭（幕内呼出、所属：鳴戸部屋→田子ノ浦部屋）
- 2月4日 - 2代木村要之助（幕内格行司、所属：東関部屋→八角部屋）[1]
- 2月25日 - 床鳴（一等床山、所属：鳴戸部屋→田子ノ浦部屋）
- 3月4日 - 若光翔大平（最高位：前頭14枚目、所属：松ヶ根部屋）[2]
- 4月8日 - 壽山勝昭（最高位：十両2枚目、所属：押尾川部屋）[3]
- 7月5日 - 追風海英飛人（最高位：関脇、所属：友綱部屋→追手風部屋）[4]
- 8月22日 - 春日錦孝嘉（最高位：前頭5枚目、所属：春日野部屋、+ 2020年【令和2年】）[5]
- 9月1日 - 泉州山喜裕（最高位：十両筆頭、所属：高砂部屋）[6]
- 9月4日 - 国東始（最高位：十両4枚目、所属：玉ノ井部屋、+ 2025年【令和7年】）[7]
- 9月7日 - 彩豪一義（最高位：十両5枚目、所属：中村部屋、+ 2019年【平成31年】）[8]
- 10月24日 - 魁道康弘（最高位：十両4枚目、所属：友綱部屋）[9]
- 12月28日 - 玉ノ国光国（最高位：十両7枚目、所属：片男波部屋）[10]
- 12月30日 - 3代木村光之助（十両格行司、所属：花籠部屋→峰崎部屋→高田川部屋）

## 死去
- 3月28日 - 佐賀ノ花勝巳（最高位：大関、所属：粂川部屋→二所ノ関部屋、年寄：二所ノ関、* 1917年【大正6年】）[11]
- 4月27日 - 大八洲晃（最高位：前頭10枚目、所属：立浪部屋、* 1906年【明治39年】）[12]
- 8月19日 - 河内山一夫（最高位：十両7枚目、所属：立浪部屋、* 1936年【昭和11年】）
- 10月14日 - 二瀬山勝語（最高位：前頭2枚目、所属：朝日山部屋、年寄：朝日山、* 1921年【大正10年】）[13]
- 10月25日 - 玉碇佐太郎（最高位：前頭筆頭、所属：出羽海部屋、* 1901年【明治34年】）[14]

## その他
- 10月、1年生の櫟原利明（後の日本相撲連盟理事）が中心となり、東京大学に公式相撲部の前身となる相撲同好会が発足。